# Markgraf (Schiff, 1893)
Der Dampfer Mark diente dem Norddeutschen Lloyd (NDL) von 1894 bis 1902 im Liniendienst von Bremen nach Südamerika.
1902 an die Deutschen Ost-Afrika Linie (DOAL) verkauft, fuhr er dort unter dem Namen Markgraf erst auf der Reichspostdampferlinie „Rund um Afrika“ und von 1909 auf deren Nebenlinien über den Indischen Ozean.
Bei Kriegsausbruch hatte er in Tanga Zuflucht genommen und wurde dort am 19. August 1915 von britischen Kriegsschiffen zusammengeschossen.

## Im Dienst des NDL
Die Mark wurde in Newcastle-upon-Tyne bei der Werft Armstrong, Mitchell & Co. für den Norddeutschen Lloyd als vergrößerter Nachbau des Dampfers Roland gebaut. Für einen Teil der Kosten für die Mark und ihr gleichzeitig in Auftrag gegebenes Schwesterschiff Pfalz gab der NDL seinen alten Dampfer Frankfurt (2582 BRT, 1869) in Zahlung. Die Mark lief am 28. September 1893 vom Stapel und wurde am 30. Dezember abgeliefert. Der zweimastige Einschornstein-Dampfer schaffte bis zu 13 Knoten als Höchstgeschwindigkeit. Er bot Platz für 100 Passagiere in der Ersten Klasse und 760 Passagiere im Zwischendeck.
Damals wurden nach Südamerika noch alte Dampfer der Straßburg-Klasse eingesetzt, von denen die Salier vor der nordspanischen Küste 1896 ohne Überlebende sank. Dieser Unfall mit seinen 280 Toten war der bis dahin schwerste des NDL. Neben den alten Schiffen kamen die Schiffe der Städte-Klasse oft schon auf ihren Jungfernfahrten 1889 bis 1891 nach Südamerika zum Einsatz. Sie erschienen den Verantwortlichen des NDL jedoch für diese Route zu groß und aufwendig.
Bereits am 27. Oktober 1893 hatte das Schwesterschiff der Mark, die Pfalz, die erste Südamerikareise eines Lloyddampfers direkt in Bremen angetreten, das durch die Weserkorrektion von größeren Dampfern nunmehr angefahren werden konnte.
Am 11. Januar 1894 begann die Mark ihre Jungfernfahrt von Bremen zum Río de la Plata (Montevideo und Buenos Aires). Sie verblieb im Südamerikadienst des NDL, der ab 1894 noch durch den ersten Doppelschraubendampfer des NDL, die H.H. Meier (5481 BRT, 1892), die gelegentlich zum Einsatz kommenden Blohm & Voss-Schwestern Wittekind und Willehad, den vier für diesen Dienst in Deutschland gebauten Dampfern der Crefeld-Klasse (3975 BRT, 1895) und den ab 1897 folgenden drei Doppelschraubendampfern der Coblenz-Klasse verstärkt und modernisiert wurde.

## Dienst bei der Deutschen Ost-Afrika Linie
Am 15. Juli 1902 erwarb die DOAL (über Woermann ?) die Mark und setzte sie nach Umbenennung in Markgraf im „Rund um Afrika-Dienst“ ein. Sie war jetzt mit 3680 BRT vermessen und bot nur Platz für 34 Passagiere der Ersten Klasse. Im Juli 1909 wurde sie auf die Linie Durban – Bombay umgesetzt und fuhr von August 1909 bis zum März 1910 im Pilgerverkehr von Bombay nach Dschidda. Ab April 1910 lief sie wieder über den Indischen Ozean auf der Linie von Durban nach Bombay.
Bei Kriegsbeginn war sie, von Indien kommend, auf See. Der Küstendampfer Hedwig lief der Markgraf entgegen, um die Besatzung über die Situation zu informieren. Kapitän Schade entschloss sich am 6. August 1914, mit einer Reisladung und 600 t Kohlen aus Bombay, nicht Daressalam, sondern Tanga anzulaufen.
Am 19. August 1915 wurde sie dann auf der Reede von Tanga vom Kreuzer Hyacinth und den Kanonenbooten Mersey und Severn zerschossen und sank in flachem Wasser. Das Wrack wurde erst nach 1950 beseitigt.